# Abdulrahman Akkad
Abdulrahman Akkad (en hebreu: עבדאלרחמן עקאד) nascut a Alep el 17 de maig de 1998, és un blogger gai sirià i activista pels drets humans, Akkad ara viu a Berlín.
Akkad va néixer el 1998 a la ciutat d’Alep, al nord de Síria, de pares musulmans sirians d’origen jueu. la seva família és descendent de jueus sefardites que van haver d'abandonar Espanya i Portugal el 1492 i van emigrar a Síria i després es van convertir a l'islam. Akkad té tres germans i una germana.
Amb l'escalada dels esdeveniments i la guerra civil siriana, Akkad i la seva família es van veure obligats a abandonar Síria el juliol del 2013 i van ser perseguits i buscats pel règim sirià.

## Turquia
Akkad va entrar a Turquia amb la seva família el juliol del 2013 i va viure a Istanbul, va treballar com a traductor en empreses de centres de trucades de la ciutat i parla turc amb fluïdesa. el seu pare va viatjar a Alemanya il·legalment l'estiu del 2015 i Akkad i la seva família esperaven que el seu pare sol·licités la reunió familiar per a ells més tard, Akkad va descobrir la seva orientació sexual i va començar a sentir que era estrany i no era com la resta de la seva família.. Va intentar obtenir un visat humanitari del consolat suís a Istanbul, però se li va negar. Akkad va decidir quedar-se a Turquia i va explicar a la seva família la seva orientació sexual i va pensar que l'acceptarien i l'estimarien tal com és. La seva família el va acusar d’estar malalt i necessitat de tractament. El van portar a un metge a Turquia que li va fer un examen anal, el va assetjar sexualment i li va escriure testosterona. Va prendre diverses dosis d'hormona i més tard es va negar a prendre'n més, ja que li causava depressió i tensió. El seu germà gran el va colpejar i va tancar-lo en una habitació durant dos mesos on no veia la llum del sol. Va ser maltractat i amenaçat amb la mort pel seu germà, el marit de la germana i els cosins. Més tard, va aconseguir convèncer-los que ja no era gai i es va endur el passaport i 200 dòlars i va fugir de la casa a casa d'un amic.

## Asil
El seu amic li va suggerir que viatgés a Europa perquè la situació a Turquia és perillosa per a ell, sobretot perquè la família d'Akkad té influència a Turquia i perquè les autoritats turques no el protegiran de l'opressió d'aquesta família i, de fet, Akkad va viatjar il·legalment a Grècia. a finals de novembre de 2015 i el seu amic li va cobrir les despeses de viatge.
Akkad va viatjar il·legalment a Grècia per mar i després va viatjar a Macedònia, Sèrbia, Croàcia, Eslovènia i Àustria fins que va arribar a Alemanya el 5 de desembre de 2015, on va sol·licitar asil en funció de la seva orientació sexual.
Akkad se li va concedir asil el 2016 i el seu procediment d’asil es va retardar perquè en aquell moment era menor d’edat.

## Cortida de l'armari
El 2017, abans que Akkad sortís, Akkad va acceptar estar compromès amb una noia de la família a causa de la pressió que la seva família li havia exercit, la seva mare li va dir que la seva orientació sexual canviaria després de casar-se. En pocs mesos, l'assumpte es va tornar seriós i el casament s'havia de celebrar a Istanbul. Akkad va intentar cancel·lar i ajornar la cerimònia del casament, però va fracassar. Al final, Akkad va decidir publicar un vídeo en directe a Facebook, en el qual anunciava la seva orientació sexual. El vídeo es va dirigir només a la seva família, però el vídeo es va retirar i es va publicar a moltes pàgines i grups àrabs. El vídeo va obtenir centenars de milers de visualitzacions en una setmana.
Akkad va ser assetjat, insultat i amenaçat amb la mort per àrabs i musulmans a Alemanya.
El 24 de juliol de 2017, Akkad va transmetre un vídeo en directe a Facebook, que va sortir gay com a temible que la seva família l’hagués obligat a casar-se amb una dona contra la seva voluntat. El vídeo es va compartir a diversos canals socials àrabs, ja que era la primera vegada que un home sirià gai expressava públicament la seva orientació sexual en un vídeo amb el seu nom i la seva cara reals.

Akkad Amb la seva família 2020

El 24 de juliol de 2020, Akkad va compartir una imatge seva amb la seva família, anunciant oficialment la seva acceptació de la seva orientació sexual i que l'estimen incondicionalment, declarant també la victòria sobre els costums, les tradicions i la societat. Aquesta foto també es considera la primera de el seu tipus amb una família àrab que accepta públicament l’orientació sexual del seu fill gai.

## Activisme dins Alemanya
En els anys posteriors, Akkad ha concedit moltes entrevistes a diversos mitjans de comunicació, principalment alemanys i àrabs, sobre les seves experiències i les seves opinions polítiques. Especialment sobre la situació de l’homosexualitat i els drets LGBT a l’Orient Mitjà, Akkad ha concedit la seva primera entrevista al famós diari alemany. (BILD) a Alemanya i va dir que no vol quedar-se a Alemanya per les amenaces que va rebre.
Akkad va participar en el moviment Jo Too i va admetre que va ser assetjat sexualment i va animar la gent a participar en la campanya i a manifestar-se.
Akkad va treballar amb l'Organització d'Atenció als Refugiats Ats a Alemanya i va ajudar a molts refugiats i va aparèixer amb ells al Pride de Colònia el 2019 amb el Niqab per donar suport a les dones que es veuen obligades a portar-lo a l'Aràbia Saudita i al Pròxim Orient.
Akkad va publicar un vídeo amb la bandera LGBT davant d'una mesquita a Alemanya el mes de l’Orgull el 2020 i Solidaritat amb homosexuals al Pròxim Orient i els països islàmics, on l’homosexualitat és il·legal i es pot castigar amb la mort.

## Vistes polítiques
Akkad s'identifica com a laic, donant suport al principi de separació de l’Estat de les institucions religioses. I com a antic membre de l’organització d’Atenció als Refugiats Ateus, Akkad va ajudar molts refugiats atesos de l’Orient Mitjà a Alemanya.
La història d’Akkad va ser esmentada durant la sessió del govern federal del Parlament alemany pels drets humans el 2020 pel filòsof alemany David Berger després.
Akkad i la seva família també s'han oposat fermament al règim sirià, sobretot després que la cunyada d’Akkad fos assassinada per un franctirador del règim el 2012, cosa que va portar el seu germà a dissentir-se de l'exèrcit i obligar a tota la seva família a fugir del país després de la severa pressió imposada per les autoritats d'Al-Assad.
Akkad va fomentar la deportació de refugiats que no s'integraven a la societat alemanya i no respectaven la llei i la constitució. Va donar suport a la decisió del govern alemany de deportar els refugiats sirians que van cometre crims a Síria i va animar la deportació dels partidaris del règim sirià.
Akkad va criticar la política del govern alemany per tractar les lleis sobre refugiats i integració i va dir que estava cansat de deixar de banda la policia alemanya per no saber com fer front a les amenaces que va rebre dels àrabs a Alemanya i Europa.